# Elive
Enlightenment Live Cd of kortweg Elive is een uit België afkomstige Linuxdistributie gebaseerd op Debian met Enlightenment als windowmanager.
Elive is een live-cd, maar wordt het best geïnstalleerd op de harde schijf om de geavanceerde opties te kunnen gebruiken. Elive staat er om bekend de desktop met krachtige tools te kunnen aanpassen.

## Kosten
Voor versie 2.0 was de stabiele uitgave Elive alleen te downloaden na een donatie aan de ontwikkelaars van Elive. Sinds versie 2.0 is Elive echter gratis te downloaden en te gebruiken als live-cd.